# 因為是愛之歌
《因為是愛之歌》（日語：あいのうただから）是日本配音員新谷良子的第二張單曲。連續三個月發售的單曲中的第二彈。商品編號為LACM-4106。

## 收錄曲
1. 因為是愛之歌
  - 作詞、作曲：Funta／編曲：Funta and Family
2. 因為是愛之歌 （off vocal）
3. 午餐盒～中級篇～
  - 作詞、作曲：／編曲：R・O・N

## 外部連結
（日語） 因為是愛之歌（页面存档备份，存于）（Lantis上的介紹）